# Манн, Франческа
Франческа Манн (пол. Franciszka Mann, также известна как Rosenberg-Manheimer, Manheimer, Man, Mannówna; 4 февраля 1917 — 23 октября 1943) — польско-еврейская балерина, получившая известность своими действиями в концентрационном лагере Освенцим. Вместе с группой новоприбывших заключенных Манн должна была отправиться в газовую камеру. Однако артистке удалось выхватить оружие одного из охранников. Перед смертью ей и остальным восставшим женщинам удалось убить и ранить нескольких нацистов.

## Жизнь
Перед Второй Мировой войной Франческа Манн жила в Варшаве и занималась балетом. Дружила со знаменитой певицей Верой Гран и актрисой Стефанией Гродзенской. В 1939 года заняла четвёртое место на Брюссельском танцевальном соревновании, в котором принимало участие ещё 125 молодых балерин. Была признана одной из самых красивых и перспективных молодых балерин своего времени в Польше (как в классическом, так и в современном репертуаре). В начале Второй мировой войны Франческа стала одной из заключенных Варшавского гетто.

## Смерть в Освенциме
Существует несколько версий произошедшего, расходящихся друг с другом в деталях. Два основных источника — воспоминания бывших заключенных лагеря Филипа Мюллера и Ежи Табо, а также архивные документы тех времен. Согласно их свидетельствам, 23 октября 1943 года в Освенцим прибыл поезд с 1700 польскими евреями, среди которых была Франческа Манн. Новоприбывших не стали регистрировать как заключенных. Им сообщили, что они будут перевезены в другой концентрационный лагерь, но они сначала должны пройти процедуру дезинфекции. Их отвели в комнату перед одной из газовых камер и приказали раздеваться. Согласно некоторым свидетельствам, раздеваясь, Манн начала танцевать, чем отвлекла охранников и сумела выхватить пистолет одного из них. Из этого пистолета Франческе удалось сделать три выстрела: она убила офицера Йозефа Шиллингера (Josef Schillinger) и ранила хауптшарфюрера СС Вильгельма Эммериха. Согласно версии Ежи Табо, действия Манн послужили сигналом к действию для остальных женщин. Он утверждает, что один из нацистов лишился носа, с нескольких других солдат были сняты скальпы. Однако согласно документам, Шиллингер и Эммерих были единственными жертвами.
По одной из версий, восставших женщин расстреляли из автоматов сбежавшиеся на шум солдаты. Другие утверждают, что женщин вывели на улицу и казнили, а Франческа покончила с собой с помощью отнятого пистолета.
Существуют и другие версии, в которых действия происходили не рядом с газовой камерой, а на улице, а эсэсовцы Шиллиндгер и Эммерих были пьяны. Также есть небольшие расхождения в датах. За многие годы история Франчески Манн обросла слухами и догадками. Установить, что точно произошло, невозможно. На сегодняшний день доподлинно известно лишь то, что Шиллингер умер, Эммерих был ранен, а все восставшие женщины убиты.